# Mitchell Theatre

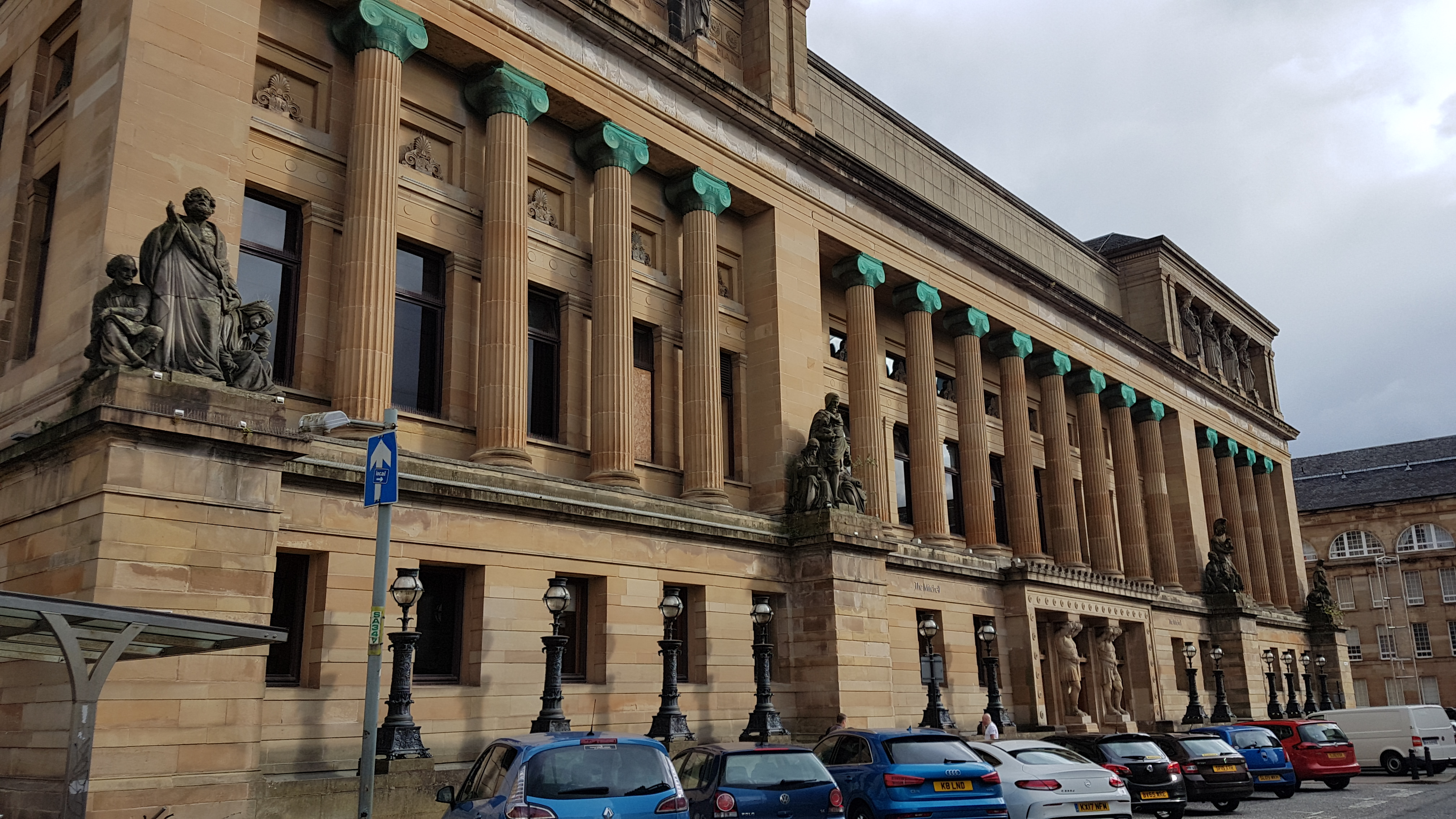
Mitchell Theatre

Das Mitchell Theatre, ursprünglich St Andrew’s Halls, ist ein ehemaliges Theater in der schottischen Stadt Glasgow. 1966 wurde das Bauwerk in die schottischen Denkmallisten in der höchsten Denkmalkategorie A aufgenommen.

## Geschichte
Die Planung für den Theaterbau durch den schottischen Architekten John Cunningham wurde 1873 begonnen. Nach Cunninghams Tod im selben Jahr übernahm Campbell Douglas die weitere Planung. Nach der Grundsteinlegung am 22. Mai 1875 wurde das Theater schließlich am 13. November 1877 eröffnet. Die Gesamtkosten beliefen sich auf 80.000 £. 1889 übernahm die Stadt Glasgow das Theater. Die Kosten für die Überarbeitung in den 1900er Jahren betrugen 23.000 £. Am 2. November 1962 verheerte ein Brand das Gebäude. Zwischen 1972 und 1980 wurde das Mitchell Theatre restauriert. Es wurde jedoch nicht als Theater rekonstruiert, sondern verschmolz mit der rückwärtig gelegenen Mitchell Library zu einer öffentlichen Bibliothek. Die feierliche Eröffnung wurde am 3. November 1982 begangen.

## Beschreibung
Das klassizistische Gebäude steht an der Einmündung der Granville Street in die Kent Street westlich des Glasgower Stadtzentrums. Die Ausgestaltung im Stile eines griechischen Tempels weist Parallelen zu Schinkels Architektur auf. Die Hauptfassade entlang der Granville Street ist 24 Achsen weit. Sie zeigt eine kolossale ionische Kolonnade. Das reich ornamentierte Eingangsportal ist mit Atlanten gestaltet. Pilaster flankieren die Fenster. Die Skulpturen schuf John Mossman.